# Краљевски воз
Краљевски воз је југословенски филм из 1981. године. Режирао га је Александар Ђорђевић, а сценарио је писао Михаило Секулић.

## Улоге
| Глумац                    | Улога                         |
| ------------------------- | ----------------------------- |
| Љубиша Самарџић           | Милун Толовац „Толе“          |
| Сања Вејновић             | Ана                           |
| Звонко Лепетић            | машиновођа Божа               |
| Миодраг Крстовић          | специјални агент Гестапоа     |
| Слободан Алигрудић        | полицајац Рапајић             |
| Тома Курузовић            | полицијски шеф Тасић          |
| Раде Марковић             | курир                         |
| Данило Лазовић            | путник без аусвајса           |
| Мирољуб Лешо              | машиновођа                    |
| Мирко Бабић               | шеф станице Пантић            |
| Милан Пузић               | Гестаповац                    |
| Богољуб Петровић          | полицијски агент Туфегчић     |
| Весна Чипчић              | Руле                          |
| Даница Максимовић         | Цана                          |
| Мелита Бихали             | келнерица Лале                |
| Бранислав Цига Миленковић | картарош „Ајнца“              |
| Душан Вујновић            | картарош                      |
| Никола Милић              | распричани чича у возу        |
| Љубомир Убавкић Пендула   | пијани путник                 |
| Вера Митровић             | жена пијаног путника          |
| Милутин Бутковић          | службеник у поштанском вагону |
| Еуген Вербер              | опрезан господин у возу       |
| Младен Недељковић         | железничар који пије ракију   |
| Бранко Ђурић              | железничар илегалац 1         |
| Бранислав Лечић           | железничар илегалац 2         |
| Марко Николић             | железничар илегалац 3         |
| Боривоје Јовановић        | железничар Рођо               |
| Милош Кандић              | железничар Митровић           |
| Боро Стјепановић          | ухапшени железничар           |
| Аљоша Вучковић            | Јохан                         |
| Ненад Цигановић           | ложач Илија                   |
| Предраг Милинковић        | полицијски агент Ракиџић      |
| Зоран Миљковић            | полицијски агент 1            |
| Небојша Вељовић           | полицијски агент 2            |
| Љубомир Ћипранић          | шеф у поштанском вагону       |
| Божидар Савићевић         | кондуктер 2                   |
| Душан Тадић               | немачки наредник с батеријом  |
| Растко Тадић              | крчмар                        |
| Ранко Гучевац             | жандар                        |
| Тома Јовановић            | курир Павле                   |
| Дамјан Клашња             | Немац                         |
| Слободан Љубичић          | чита                          |
| Драган Оцокољић           | мајор Штолц                   |
| Предраг Панић             | Боле звани Тарзан             |
| Радисав Радојковић        | железничар                    |
| Растко Тадић              | крчмар на железничкој станици |
| Предраг Тодоровић         | Немац                         |
| Раде Вукотић              | Жиле                          |
| Драгољуб Петровић         | курир који доноси торбу       |
| Вељко Маринковић          | господин у шеширу             |
| Стојан Николић            | железничар Јоцо               |
| Велимир Суботић           |                               |
| Миодраг Веселиновић       |                               |
| Милан Свилар              |                               |
| Младен Млађа Веселиновић  |                               |
| Сава Анђелковић           |                               |
| Љубиша Крстић             |                               |
| Милан Барловац            |                               |
| Столе Новаковић           | Немац                         |
| Хајнц Нојбахер            | Немачки пуковник              |
| Небојша Вељовић           | Полицајац                     |